# سيرجيو ريفو
سيرجيو ريفو (بالإسبانية: Sergio Riffo)‏ هو لاعب كرة قدم مكسيكي في مركز الوسط، ولد في 17 مارس 1997 في فينيا ديل مار في تشيلي. لعب مع نادي سيلايا.

## وصلات خارجية
- سيرجيو ريفو على موقع قاعدة بيانات كرة القدم.إي يو (الإنجليزية)
- سيرجيو ريفو على موقع Soccerway.com (الإنجليزية)
- سيرجيو ريفو على موقع AS.com (الإسبانية)